# La Bonne Maison (Jardin)
Classé Jardin remarquable par le ministère de la Culture, La Bonne Maison est un jardin situé à La Mulatière (Rhône), sur la colline de Sainte-Foy-lès-Lyon. Ancien potager et verger, il a été redessiné et replanté depuis 1966 par sa propriétaire Odile Masquelier (d). En 1989, il s'ouvrait au public et devenait association loi de 1901 pour la sauvegarde et la propagation des roses anciennes et botaniques. 
En pente douce au-dessus de la Saône, le jardin abrite plus de 800 variétés de rosiers, 80 variétés de clématites, 60 variétés de narcisses.

## Histoire
Odile Masquelier (d) retrouve sa maison d'enfance en 1966, avec un jardin comprenant un grand verger, un potager et quelques arbres d'ornement. Elle entreprend alors la construction de murets et d'escaliers, et plante des pelouses. À partir de 1975, elle plante des haies, puis commence à commander des rosiers anciens.
Le jardin s'ouvre au public en 1987, et devient en 1989 l'Association des Roses Anciennes de la Bonne Maison,,.
En 1995, est créée au niveau national l'association Roses anciennes en France (d).
Dès le début des années 2000, le jardin est entretenu sans produits phytosanitaires ni herbicides chimiques.

## Récompenses
Le jardin a obtenu :
- en 2006, deux étoiles dans le guide Michelin Drôme Ardèche pour sa collection de roses ;
- en 2010, le label Jardin remarquable décerné par le ministère de la Culture.